# Illimka, Ovruci
Illimka (în ucraineană Іллімка) este un sat în comuna Novi Velidnîkî din raionul Ovruci, regiunea Jîtomîr, Ucraina.

## Demografie
Componența lingvistică a localității Illimka
     Ucraineană (98,54%)
     Rusă (1,46%)
Conform recensământului din 2001, majoritatea populației localității Illimka era vorbitoare de ucraineană (98,54%), existând în minoritate și vorbitori de rusă (1,46%).